# Muzej Chengdua
Muzej Chengdua (kin. 成都博物馆) je muzej na zapadnom dijelu trga Tianfu u kineskom gradu Chengdu, glavnom gradu kineske pokrajine Sečuan. 

## Povijest
Muzej Chengdua je osnovan 15. rujna 1958. godine irazvijao se u više faza, najprije kao Zemljopisni muzej Chengdua s uredom u hramu Daci. Potom je 1974. god. osnovan i Ured za upravljanje kulturnim relikvijama Chengdua u samostanu Wenshu. God. 1984. otvoren je kao Općinski muzej Chengdua. U prosincu 2004., Općinski muzej Chengdua iselio se iz hrama Daci i počeo privremeno djelovati iz Vile Qintai.
Nakon izgradnje nove zgrade muzeja koja je trajala od 2010. – 2015., 15. rujna 2016. godine otvoren je novi Muzej Chengdua. 
Otkako je otvoren za javnost, Muzej Chengdua održao je niz privremenih i posebnih izložbi. Od obnove i otvaranja, Muzej Chengdua je kulturna institucija koja ima najveća ulaganja uprave grada Chengdua. S ciljem da postane svjetski poznat metropolitanski muzej, Muzej Chengdua teži promovirati kulturnu zaštitu relikvija, izložbe, obrazovanje, znanstvena istraživanja, publikacije i razmjene s inozemstvom.

## Ustroj
Novu zgradu muzeja dizajnirala je tvrtka Sutherland Hussey Harris, a zahtjevne inženjerske poslove izveo je Kineski zrakoplovni zavod za planiranje i dizajn (AVIC CAPDI) i međunarodna dizajnerska tvrtka Beijing Pan Road (Pansolution). Površina pročelja muzeja prekrivena je s 20.000 m² mrežom zlatno-bakrenih ploča čija osjetljiva tekstura površine reflektira različite svjetlosne efekte u različitim doba dana. Na ulazu je ojačan zid od staklene zavjese s ikoničnim izgledom „žutog umetnutog žada”, inspiriran zelenim i zlatnim relikvijama otkrivenim s nalazišta Sanxingdui i Jinsha u Sečuanu.
Muzej pokriva površinu od 11.333 m², a njegova ukupna podna površina iznosi oko 65.000 m². Glavne zgrade su južni (uredski prostor i znanstveno-istraživački centar) i sjeverni toranj (izložbe), dok je podzemna razina zapravo višefunkcionalna akademska dvorana. Prvi kat sjevernog tornja uključuje predvorje, video dvoranu i posebnu izložbenu dvoranu, a kat ispod je dom izložbe „Čovjek i priroda”. Na drugom i trećem katu održavaju se izložbe „Povijest i kultura drevnog Chengdua”. Na četvrtom katu izložene su određena povijesna razdoblja i narodni običaji, i na kraju na petom katu prikazane su Kineske lutke i kazalište sjena. Ukupna površina rezervirana za izložbe iznosi gotovo 20.000 m².
Muzej Chengdua je jedan od najposjećenijih muzeja u Kini, te je 2018. god. zabilježio 2.780.000 posjetitelja.

## Kolekcija
U zbirci muzeja Chengdua nalazi se gotovo 200.000 predmeta, okupljenih u relativno kompletnu zbirku koja slijedi razdoblja od neolitika do Narodne Republike Kine. Od izvrsnih bronci prije dinastije Qin, masivnih figura od terakote i opeke iz dinastija Han, Wei, Jin, Južnih i Sjevernih dinastija do osjetljivog porculana i svile iz dinastija T'ang, Sung, Yuan i Ming; i dragocjene pogrebne skulpture i rijetki znatiželjnici iz dinastija Ming i Qing. Kolekcija se može pohvaliti obujmom i visokom kvalitetom, a uključujuje brončane predmete, zlato, srebro, portretne opeke, rezbarije kamena, keramiku, slike, namještaj, kazališne lutke, slike s taoističkim ili budističkim obredima, maske, gravure od drva, itd.
- Kameni nosorog
- Figure glazbenika
- Lakirana figura
- Kamena figura plesača
- Kamena ploča s reljefom

## Vanjske poveznice
|  | Zajednički poslužitelj ima još gradiva o temi Muzej Chengdua |

- Službene stranice muzeja (engl.) (kin.)

30°39′28″N 104°03′58″E / 30.65778°N 104.06611°E